# 梅德韦日山脉
梅德韦日山脉（俄语：Медвежий Хребет）是择捉岛的山脉，属萨哈林州库里尔斯克区，最高点海拔1,124米。此山脈含有矿石、黄金、稀有金属、贵金属和银矿床。